# E-graine
 (février 2023).
e-graine est un mouvement d'éducation à la citoyenneté mondiale. Il regroupe des associations locales, régionales, nationales, des entreprises du secteur de l'ESS et un tiers-lieu.

## Histoire
En 2006, dans les Yvelines, trois jeunes créent l'association e-graine, après avoir voyagé en Asie du Sud-Est et découvert que les inégalités sont les mêmes en France et à l’autre bout du monde. e-graine propose des animations pédagogiques dans les établissements scolaires et les centres de loisirs de la région Rhône-Alpes[réf. souhaitée].
En 2011, e-graine crée l'agence de communication responsable FAIREPROD qui est une entreprise de l’Économie sociale et solidaire spécialisée en communication et en production multimédia et consacrée aux enjeux de la transition sociale, écologique et économique[réf. souhaitée].
En 2017, e-graine crée Terravox qui hérite ainsi des savoir-faire de l'association en matière de sensibilisation, de pédagogie et de communication[réf. souhaitée]. Terravox est entreprise de l’Économie sociale et solidaire spécialisée dans la sensibilisation à la prévention des déchets.
En 2022, e-graine, ainsi que Finacoop et l’Institut des territoires coopératifs, est à l'origine de la création Savoir Devenir. Ce centre de formation coopératif, consacré à l'ESS, a pour ambition de former aux enjeux des transitions sociétales, à visée environnementales[réf. souhaitée].
En 2022, l'Union des associations e-graine obtient le Label IDEAS[réf. souhaitée].

## Un Univers citoyen
Le projet "Un univers citoyen" lancé par l'association e-graine a pour objectif de sensibiliser et d'accompagner les jeunes dans leur engagement citoyen[réf. souhaitée].

## Laboratoire d'Initiatives Alimentaires
Le LIA (Laboratoire d'Initiative Alimentaire) est un projet lancé par l'association e-graine, datant de 2019, qui questionne notre système alimentaire dans tout son ensemble, à prendre conscience de ses impacts et à participer à sa transformation vers un système plus durable et plus équitable. Le LIA a pour but de lutter contre la précarité alimentaire et promouvoir une alimentation durable et responsable.
Le LIA est un espace de recherche et d'expérimentation qui regroupe des personnes engagées dans la promotion d'une alimentation saine, respectueuse de l'environnement et équitable. Le projet a pour objectif de sensibiliser les citoyens à l'importance de leur alimentation pour leur santé, pour l'environnement et pour les producteurs locaux.